# Pseudanthura lateralis
Pseudanthura lateralis là một loài chân đều trong họ Paranthuridae. Loài này được Richardson miêu tả khoa học năm 1911.